# Orienterbarhet
Orienterbarhet är inom matematiken en egenskap som ytor har i euklidisk geometri. Orienterbarhet avgör om det går att kontinuerligt välja normal till ytan i varje punkt. Ett exempel på en icke orienterbar yta är Möbiusbandet.